# Hessea monticola
Hessea monticola là một loài thực vật có hoa trong họ Măng tây. Loài này được Snijman mô tả khoa học đầu tiên năm 1989.